# Derby (bóng đá)
Trận đấu derby (tiếng Anh là "local derby" hay "derby game") là cụm từ ám chỉ những trận thi đấu giữa các đối thủ trong cùng một vùng, một địa phương.

## Lịch sử
Theo một câu chuyện dân gian kể lại thì thuật ngữ này bắt nguồn từ thị trấn Ashbourne, Derbyshire, nước Anh. Ở đó, từ thế kỷ 12, thường diễn ra trận bóng Royal Shrovetide. Trong trận đấu đó hai đội bóng từ hai đầu thị trấn sẽ gặp mặt và thi đấu với nhau. Trận đấu thường diễn ra hết sức căng thẳng, quyết liệt. Mỗi đội phải tìm mọi cách để đưa bóng vào khung thành đối phương. Hai khung thành chỉ cách nhau 3 dặm và một trong số các luật chơi là cấm các hành vi bạo lực không cần thiết. Các trận đấu như vậy thường được tổ chức vào các ngày hội trên khắp nước Anh và thậm chí đến nay hàng năm vẫn còn diễn ra ở Ashbourne.